# Loud (EP)
Loud este EP-ul de debut al formației americane de pop rock, R5. A fost lansat pe data de 19 februarie 2013 prin Hollywood Records. EP-ul a fost lansat în Marea Britanie și Irlanda pe data de 28 februarie 2014.

## Single-uri
„Loud” a fost lansat ca primul single de pe EP. Videoclipul muzical a fost lansat pe data de 22 februarie 2013.

## Track listing
| Standard        |                      |         |  |
| Nr.             | Titlu                | Lungime |  |
| 1.              | „Loud”               | 3:26    |  |
| 2.              | „Fallin' for You”    | 3:36    |  |
| 3.              | „I Want U Bad”       | 3:13    |  |
| 4.              | „Here Comes Forever” | 3:15    |  |
| Lungime totală: | Lungime totală:      | 13:30   |  |

## Charts
| Chart (2013)      | Poziție |
| ----------------- | ------- |
| SUA Billboard 200 | 69      |

## Istoricul de lansare
| Țara           | Data              | Format(e)        | Casă de discuri   |
| -------------- | ----------------- | ---------------- | ----------------- |
| Statele Unite  | 19 februarie 2013 | digital download | Hollywood Records |
| Marea Britanie | 28 februarie 2014 | digital download | Hollywood Records |
| Irlanda        | 28 februarie 2014 | digital download | Hollywood Records |